# バスケットボール女子ニュージーランド代表
バスケットボール女子ニュージーランド代表（New Zealand women's national basketball team）は、女子バスケットボールのニュージーランドナショナルチームである。愛称はトールファーンズ（Tall Feruns）。

## 主な国際大会成績

### オリンピック
オリンピックのバスケットボール競技は、2000年シドニー大会で初出場。
- 2000 - 11位
- 2004 - 8位
- 2008 - 10位

### 世界選手権
FIBA女子バスケットボール・ワールドカップ
- 1994 - 15位

### アジアカップ
FIBA女子アジアカップ
- 2017 - 6位
- 2019 - 5位
- 2021